# Alchilanti
Gli agenti alchilanti sono composti in grado di inserire gruppi alchilici all'interno di macromolecole di composti organici, come ad esempio proteine e DNA.
Gli alchilanti in grado di agire a livello della catena del DNA provocano appaiamenti errati e rotture all'interno dei filamenti, che possono generare errori durante la fase di replicazione cellulare, e hanno quindi un effetto genotossico che può in alcuni casi renderli dei carcinogeni. 
L'azione citotossica degli agenti alchilanti si presenta con intensità molto maggiore nelle cellule in riproduzione, e ha un effetto lineare dose/risposta. Poiché il loro effetto aumenta linearmente di intensità all'aumentare della concentrazione assunta da un organismo, gli agenti alchilanti vengono utilizzati in medicina oncologica all'interno di protocolli chemioterapici come citostatici.
Gli alchilanti anti-cancro si dividono in diversi tipi di classi:
- mostarde azotate (clorambucile, melfalan, clomesone, uramustina, mannomustina)
- aziridine (diacarban, tio-TEPA, trenimon, diaziquone, esametilen-melammina)
- fosfamidi (ciclofosfamide, ifosfamide, clofosfamide)
- nitroso-uree (carmustina, lomustina, nimustina, semustina)
- sulfoni (busulfano, treosulfano, mannogranolo)
- non convenzionali (dibromodulcitolo, pipobroman, anaxirone, piperazinedione, procarbazina, dacarbazina)

Gli alchilanti trovano largo impiego nella cura delle leucemie, dei linfomi e della maggior parte dei carcinomi e sarcomi. Alcuni agenti achilanti sono risultati selettivi per specifiche forme tumorali:
- il melphalan si usa nel mieloma multiplo
- le nitroso-uree si impiegano specialmente nei tumori cerebrali
- il tio-TEPA è stato usato per il carcinoma della vescica
- i sulfoni sono esclusivi per la leucemia mieloide cronica e altre malattie mieloproliferative (come la trombocitemia essenziale e la policitemia vera) e la malattia di Waldenstrom;
- la esametilen-melammina si usa per il carcinoma ovarico e il retinoblastoma
- la dacarbazina è uno dei farmaci elettivi per il melanoma.

Alcuni alchilanti sono usati solamente come mielo-ablativi, ovvero sono talmente tossici che uccidono tutta la popolazione cellulare del midollo osseo. 
Per tale motivo, sono usati per preparare i pazienti che devono ricevere un trapianto di midollo osseo. Il tio-TEPA, il pipobroman, la mannomustina e l'anaxirone sono i preferiti perché i più efficaci.